# Lista de marcas da Amazon
A Amazon oferece várias linhas de produtos com rótulos próprios. Eles estão disponíveis na Amazon.com,  AmazonFresh, Prime Pantry, Prime Now, Amazon Go e/ou Whole Foods Market. A Amazon abriga suas ofertas de marcas internas sob o rótulo “Nossas Marcas”, que é separado das marcas exclusivas. Itens de marca exclusivos são ofertas de terceiros vendidas exclusivamente pela Amazon. Algumas das marcas próprias da Amazon exigem uma assinatura do Amazon Prime para a compra.

## Pinzon
Em agosto de 2005, a Amazon começou a vender produtos sob sua própria marca própria Pinzon. Os pedidos de marca registrada indicavam que o rótulo seria usado para têxteis, utensílios de cozinha e outros produtos domésticos. Em março de 2007, a empresa solicitou a expansão da marca para cobrir uma lista de produtos mais diversificada.
A marca foi lançada oficialmente em 2009. Junto com a AmazonBasics, foi a primeira marca interna da Amazon.
Em setembro de 2008, a Amazon entrou com um pedido de registro do nome. O USPTO concluiu a análise do pedido e foi oficialmente concedido em 2016.

## Amazon Basics
AmazonBasics é uma marca própria que oferece produtos para casa, material de escritório e acessórios de tecnologia. A linha foi lançada em 2009. Em dezembro de 2017, a  AmazonBasics foi a marca privada mais vendida na Amazon.com.
Em novembro de 2018, a AmazonBasics expandiu sua linha de produtos para incluir itens de reforma para a casa, oferecendo ferragens para cozinha e banheiro.
Em dezembro de 2018, a empresa lançou cinco páginas iniciais de listas de brinquedos da AmazonBasics. Os planos de expandir a marca própria para incluir brinquedos não foram confirmados pela Amazon.
Em 2020, a Amazon pretende entrar no mercado off-line na Índia com seu AmazonBasics.

## Alimentos e bebidas
- Wickedly Prime é uma marca de salgadinhos lançada no início de 2018.[9] Os produtos, como chips e cookies estão disponíveis apenas para membros do Amazon Prime nos Estados Unidos.

- Happy Belly é uma marca própria da Amazon que vende lanches. Foi introduzido em 2016 e primeiro incluiu nozes embaladas e misturas de granola.[10] Em fevereiro de 2019, a marca se expandiu para incluir o serviço de entrega de leite.

- Vedaka é uma marca da Amazon India para mantimentos, especiarias, leguminosas, lentilhas, farinhas, chás, grãos, óleos, frutas secas e outros itens de uso diário.[11]

## Vestuário
A Amazon possui várias marcas próprias de vestuário em geral, alguns exclusivas para assinantes.
- Mae é uma marca de vestuário de marca própria que vende lingerie feminina, pijamas, sutiãs e roupas íntimas.[12][13]

- Goodthreads é uma linha de roupas masculinas disponível para membros do Amazon Prime. A linha oferece peças casuais e profissionais e é considerada uma alternativa a concorrentes mais caros como J. Crew, Banana Republic e Izod.

- 206 Collective é uma linha de calçado para homem e senhora.

- Amazon Essentials é uma linha de roupas básicas para homens, mulheres, bebês e crianças, com opções adicionais para famílias, tamanhos grandes, e atividades esportivas.[14]

- Core 10 é uma linha de atletismo feminino.